# Rotário
Rotário (em latim: Rotharius) (ca. 606 — 652) da casa de Arodo foi rei dos lombardos de 636 a 652, e anteriormente duque de Bréscia. Sucedeu Arioaldo, um ariano tal como ele, e foi um dos mais energéticos monarcas lombardos. Fredegar relata que, no início de seu reinado, teria condenado à morte diversos nobres insubordinados, e que em seus esforços pela paz procurou manter uma disciplina muito rigorosa.

A Península Itálica na época de Rotário.

Rotário conquistou Gênova em 641, e o resto da Ligúria bizantina em 643. Conquistou todos os territórios bizantinos restantes do baixo vale do Pó, incluindo Oderzo (Opitérgio). De acordo com Paulo Diácono, "Rotário conquistou então todas as cidades dos romanos situadas a beira-mar, da cidade de Luna, na Toscana, até as fronteiras dos francos."
Com estas conquistas rápidas, deixou os bizantinos apenas com os pântanos em torno de Ravena, no norte da Itália. O exarca de Ravena, Platão, tentou reconquistar algum terreno, porém seu exército foi derrotado por Rotário em 642, às margens do rio Scultenna (atual Panaro), próximo a Módena, perdendo 8 000 homens.
O ato mais duradouro de Rotário foi compilar o epônimo Édito de Rotário (Edictum Rothari), primeira codificação escrita do direito lombardo (escrita em latim), e realizou uma assembleia típica lombarda, o gairethinx, para confirmar esta compilação nova e melhorada das antigas tradições daquele povo. O édito destinava-se apenas aos homens lombardos e seus súditos; os romanos continuavam a viver sob o direito romano, mesmo nas jurisdições lombardas. 
Foi sucedido por seu filho Rodoaldo. Um batistério em Monte Sant'Angelo é conhecido tradicionalmente como a "Tumba de Rotário".